# Kojetín
Kojetín (pronunție în cehă [ˈkojɛciːn]) este un oraș în provincia Moravia, inclus din punct de vedere administrativ în regiunea Olomouc a Republicii Cehe. Are o populație de 6.557 de locuitori.

## Istoric
În arhivele Cehiei și Moraviei există mai multe documente istorice premedievale care atestă existența și istoria orașului Kojetín.
Potrivit unor legende nedocumentate, dar de multe ori citate, originile orașului Kojetín pot fi urmărite până în vremea Imperiului lui Samo. Se spune că orașul a fost numit după Kojata, fiul legendar al lui Samo, care i-ar fi învins pe avari pe aceste terenuri și a fondat o așezare numită Kojata, redenumită ulterior Kojetín. Istoricii locali cehi au emis în trecut diverse teorii cu privire la această origine.
Studiile filologice și geografice efectuate în secolul al XX-lea au arătat că așezarea a fost fondată probabil în secolul al XIII-lea.

## Personalități locale
- Čeněk Slepánek,1878-1944 Scriitor ceh, poet, jurnalist, traducător; candidat la Premiului Nobel pentru pace în 1929 din partea Cehoslovaciei; editor la revista Slavische Monatshefte, ziarele Moravské rozhledy, Lidové zájmy și revista literară "Naděje"; corespondent al ziarelor cehe (Lidové noviny) în Rusia, Serbia și Bulgaria; spion/diplomat austriac care a locuit în Elveția în anii 1917-1918; a fost arestat și condamnat pentru insultarea verbală a președintelui Masaryk și grațiat ulterior de E. Beneš.
- Beda Dudík, istoric morav
- Eduard Hedvicek, personalitate istorică austriacă, 1878-1947
- Jan Tomáš Kuzník, poet morav, 1716-1786
- Karel Kren, scriitor și umorist, 1861 -1907
- Josef Chytil, istoric, 1812-1861
- Stanislav Hlobil, sculptor, 1908-1961
- Jan Rynda, cleric catolic american, 1859-1928
- David Kaufmann, teolog evreu, 1852-1899

## Legături externe
- Municipal website
- Jews of Kojetin website
- Video with historic photos of Kojetin
- Video with current photos of Kojetin